# FabricLive.10
Fabric Live 10 je DJské kompilační album vytvořené Fabiem jako součást Fabric Live Mix série.

## Seznam skladeb
1. Venus & Mars - Calibre
2. Share The Blame - J Majik
3. Squash - Total Science
4. ReJack - Calibre
5. Tell Me (Twisted Individual Remix) - J Majik
6. Miracle - Special Forces
7. Take Away - Social Security
8. 3 A.M. - High Contrast & M.I.S.T.
9. The Mexican (Instrumental) - Danny C
10. Summer Samba|So Nice (Summer Samba) (DJ Marky & XRS Remix) - Bebel Gilberto
11. Dayz Of Glory - Influx Datum
12. Flow With Me - Funk n Flex
13. Savoir Faire - High Contrast
14. What U Don't Know - A-Sides
15. Ace Face - Danny C